# Leibniz-Institut für Katalyse
Das Leibniz-Institut für Katalyse e. V.  (LIKAT Rostock) in Mecklenburg-Vorpommern widmet sich seit 1952 der wissenschaftlichen Erforschung der Katalyse. Heute ist das LIKAT eines der größten öffentlich geförderten Katalyseinstitute in Europa und nimmt einen Platz an der Schnittstelle von Grundlagen und Anwendungen ein. Der Aufgabenschwerpunkt liegt im Umfeld anwendungsnaher Grundlagenforschung und befördert industrielle Umsetzungen. Die Wissenschaftler des Instituts realisieren jedes Jahr den Transfer von mindestens zwei Katalysatoren bzw. katalytischen Prozessen in den industriellen Pilotmaßstab. Am Institut werden dabei die klassischen Grenzen zwischen homogener und heterogener Katalyse zugunsten einer übergreifenden, stofflich und methodisch orientierten Wissenschaft abgebaut. Zudem spielt das interdisziplinäre Zusammenwirken von anorganischer, organischer und technischer Chemie, von Nanowissenschaften, physikalischer Chemie und Verfahrenstechnik eine wesentliche Rolle.
Die Forschungsarbeiten am LIKAT sind sechs sogenannten Themenfeldern (TF) zugeordnet, die als zukunftsweisende, gesellschaftlich relevante Forschungsgebiete betrachtet werden. Sie sind Forschungsbereichs-übergreifend und bündeln Expertisen der verschiedenen Forschungsbereiche bzw. deren Themengruppen auf diesem Forschungsgebiet:
- TF 01 Struktur-Reaktivitäts-Beziehungen
- TF 02 Kinetik, Theorie & Mechanismen
- TF 03 Reaktionstechnik & Implementierung
- TF 04 Energie, Umwelt & Rohstoffe
- TF 05 Effizientere Prozesse
- TF 06 Neue Produkte & Verfahren

Diese „Matrixstruktur“ fördert den Austausch verschiedener Disziplinen zu Forschungsfragen und ermöglicht, das fachliche Potential am LIKAT maximal auszuschöpfen.
Das LIKAT ist ein Forschungsinstitut der Leibniz-Gemeinschaft. Als An-Institut der Universität Rostock hat es die Rechtsform eines eingetragenen Vereins mit den Organen Mitgliederversammlung, Kuratorium und Wissenschaftlicher Beirat. Es ist ein organisatorisch und rechtlich eigenständiges Forschungsinstitut mit ca. 300 Mitarbeitern und Gästen.

## Geschichte
Die Geschichte des Instituts begann mit Forschungsbestrebungen zur Herstellung künstlicher Butter in der Nachkriegszeit. Im Jahr 1952 wurde das Institut für Katalyseforschung in Rostock als erstes ausschließlich der Katalyse gewidmetem Forschungsinstitut in Europa gegründet. 1959 trennten sich die Wege der verschiedenen Bereiche der Katalyseforschung für annähernd 50 Jahre. Die homogene – metallorganisch geprägte – Katalyse verblieb in Rostock und bildete das Institut für Organische Katalyseforschung. Die heterogene Katalyse zog nach Berlin um und wurde zum Institut für Anorganische Katalyseforschung. Beide Institute wurden später Teil der Deutschen Akademie der Wissenschaften zu Berlin (AdW), die 1991 als Folge der Wiedervereinigung aufgelöst wurde.
Mit der Schaffung des Zentrums für Heterogene Katalyse wurde die Katalyseforschung 1992 in Berlin neu institutionalisiert. Zwei Jahre später ging aus diesem Zentrum und drei weiteren Chemiezentren das Institut für Angewandte Chemie Berlin-Adlershof (ACA) hervor, das dann 2005 im LIKAT aufging.
Das Rostocker Katalyseinstitut wurde nach Schließung der AdW ein Landesforschungsinstitut von Mecklenburg-Vorpommern. Von 1992 bis 1997 trug die Max-Planck-Gesellschaft durch die Einrichtung zweier Arbeitsgruppen – „Komplexkatalyse“ und „Asymmetrische Katalyse“ – im Rostocker Institut erheblich zur Stabilisierung und Modernisierung der Einrichtung bei. Seit Mitte 1998 leitete  Matthias Beller das Rostocker Katalyseinstitut. Nach einer  positiven Evaluierung der Forschungsarbeiten durch den Wissenschaftsrat war die Aufnahme des Instituts für Organische Katalyseforschung (IfOK) in die Leibniz-Gemeinschaft zum 1. Januar 2003 Ausdruck einer erfolgreichen Entwicklung.
Am 6. Dezember 2005 erfolgte die Eintragung des Leibniz-Instituts für Katalyse e. V. an der Universität Rostock (LIKAT Rostock) beim Amtsgericht Rostock, die Fusion von IfOK und ACA wurde (rückwirkend ab 1. Juli 2005) rechtskräftig.
Seit 2024 hat   Robert Francke die wissenschaftliche Direktion inne. Vorstandsmitglieder sind   Matthias Beller,   Eszter Baráth und   Mirkos Kirschkowski (admin. Direktion).